# Janus Rasmussen
Janus Rasmussen ist ein färöischer Musikproduzent und Songwriter, der hauptsächlich in Island aktiv ist.

## Leben
Rasmussen stammt von den Färöer-Inseln. Er war Teil der isländischen Elektro-Pop-Band Bloodgroup. Seit 2009 tritt er neben Ólafur Arnalds als eine Hälfte von Kiasmos auf. Das Duo tourt international und wurde zu mehreren internationalen Festivals eingeladen. Im Jahr 2013 gründete er zusammen mit Guðrið Hansdóttir das Elektropop-Duo Byrta. Ihre Songs sind ausschließlich auf Färöisch. Rasmussen arbeitet regelmäßig mit anderen Mitgliedern der Musikszene im isländischen Reykjaviks zusammen, wobei er als Produzent, Songwriter, Musiker und Mixer tätig ist.
Auf seinem für den Nordic Music Council Prize nominierten Debütalbum Vín von 2019 verfeinerte er laut eigener Beschreibung seine Minimal-Techno-Künste zu einer einstündigen Erkundung von akustischen Texturen und elektronischem Sounddesign, die wie ein gut durchdachtes DJ-Set auf- und abschwingt.

## Diskografie

### Alben
- 2019: Vín

### Extender Plays
- 2019: Vín Remixes

### Singles
- March - Delhia De France Silent Waves Remix (2019)
- Spin the wheel - Janus Rasmussen Remix (2019)
- Jörð (2020)
- Blóð (2020)
- Neyð (2020)
- Ting (2020)
- Dagdraumur - Janus Rasmussen Remix (2021)
- Colliding - Janus Rasmussen Remix (2021)
- Hegn (2022)
- Slóð (2022)
- Forgotten me - Janus Rasmussen Remix (2023)

### Collaborations
- 14 (2019) Single mit Olaf Stuut & Ryan Davis
- Wirbel (2023) - EP mit David Bergmüller
- Peg (2023) Single mit David Bergmüller